# HD71240
HD71240 — хімічно пекулярна зоря спектрального класу B9, що має видиму зоряну величину в смузі V приблизно  8,2.
Вона  розташована на відстані близько 1482,5 світлових років від Сонця.

## Пекулярний хімічний склад
Зоряна атмосфера HD71240 має підвищений вміст 
Si
.